# CNBC Asia
CNBC Asia ist ein asiatischer Wirtschafts- und Finanznachrichtensender, der von NBC Universal betrieben wird und seinen Sitz in Singapur hat. CNBC Asia ist der asiatische Ableger des US-amerikanischen Senders CNBC (Consumer News and Business Channel).

## Geschichte
CNBC Asia ging 1995 auf Sendung. Mutterkonzern des in Hongkong ansässigen Kanals war das Rundfunk- und Fernsehnetzwerk NBC. Der Sender produzierte unter anderem Formate nach US-amerikanischem Vorbild, zum Beispiel The Money Wheel und Business Tonight.
Im Februar 1998 fusionierte der Sender mit dem asiatischen Nachrichtenkanal von Dow Jones, Asia Business News (ABN). Der Zusammenschluss war mit einem massiven Stellenabbau am Standort Hong Kong verbunden, zog der Sender doch nach Singapur um. Das Programm wurde komplett umgestellt. Ein Großteil der Sendungen wurde von ABN übernommen. Auch die Grafiken stammten fortan von ABN und unterschieden sich damit deutlich von CNBC Europe und US CNBC. Erst im Sommer 1998 führte der Sender neue Programme ein, darunter Lunch Money und Market Watch. In den ersten Monaten nach der Fusion nutzte man den Namen CNBC Asia Business News, später setzte sich die kürzere Bezeichnung CNBC Asia durch. Allerdings blieb die Unterzeile A Service of NBC und Dow Jones (ein Service von NBC und Dow Jones) erhalten. Ab der Jahrtausendwende nutzte CNBC Asia auch die Grafiken des amerikanischen Schwestersenders.
Im Juli 2005 kündigte NBC Universal an, den Anteil von Dow Jones zurückzuerwerben. Seit Dezember des Jahres gehört CNBC Asia wieder vollständig zum Mischkonzern. Dow Jones wird aber weiterhin Programminhalte liefern. Im Zuge der Umstrukturierung fiel auch die Zeile „A Service of NBC and Dow Jones“ weg.

## Programm
CNBC Asia produziert werktags rund neun Stunden Live-Programm. Zwischen 14.30 und 17 Uhr (China Standard Time) zeigt der Sender das Programm Squawk Box Europe. Außerdem übernimmt der Kanal ab 20 Uhr alle Formate von US CNBC, darunter, Squawk Box und Closing Bell. Am Wochenende kommen Programme der ganzen Sendergruppe zum Einsatz. Auf CNBC Europe ist die Sendung "Asia Squawk Box" in der Nacht zum Montag zu sehen.
Börsentägliche Sendungen:
| Uhrzeit (CST)          | Sendung            | Moderatoren                                  |
| ---------------------- | ------------------ | -------------------------------------------- |
| 6–7 Uhr                | Squawk Australia   | Jeffrey James                                |
| 7–10 Uhr               | Asia Squawk Box    | Martin Soong, Amanda Drury                   |
| 10–12 Uhr              | Cash Flow          | Amanda Drury, Martin Soong                   |
| 13–14 Uhr (Winterzeit) | Capital Connection | Maura Fogarty, Steve Sedgwick                |
| 17–19 Uhr (Winterzeit) | Worldwide Exchange | Brian Shactman, Ross Westgate, Christine Tan |

Sendungen am Wochenende:
- High Net Worth
- Managing China
- CNBC Sports

Weitere Sendungen:
- Asia Market Week (freitags)
- Australia This Week (freitags)
- Gateway to the Middle East
- Make Green Pay
- Managing Asia (freitags)
- Questions for the Future
- The Business of Innovation
- Trading Matters (montags bis donnerstags)

## Moderatoren und Reporter
| - Adam Bahktiar - Emily Chan (Hong Kong) - Amanda Drury - Kaori Enjoji (Tokyo) - Maura Fogarty | - Arnold Gay - Jeffrey James (Sydney) - Sri Jegarajah - Cheng Lei (Shanghai) - Oriel Morrison (Sydney) | - Lisa Oake - Saijal Patel - Martin Soong - Christine Tan - Matthew Taylor (Sydney) |

## Regionale Programme und Kooperationen
Zusammen mit Partnern vor Ort bietet CNBC Asia die regionalen Sender CNBC-TV18 in Indien, Nikkei CNBC in Japan, CNBC Indonesia in Indonesien und CNBC Pakistan an. Außerdem bestehen enge Kooperationen mit Etomato und Chosun in Südkorea, China Business Network und dem Fernsehsender ANC auf den Philippinen. Die Sendung „Managing Asia“ wird zudem an Bord von Singapore Airlines ausgestrahlt.
Außerdem gab es seit dem 28. Dezember 2009 einen Ableger für Südkorea namens SBS-CNBC in Kooperation mit CNBC Asia.